# کژوا (استان لهستان کوچک‌تر)
کژوا (به لهستانی:  Krzywa) یک روستا در لهستان است که در گمینا سنکووا واقع شده‌است. کژوا  ۱۸۰ نفر جمعیت دارد.